# Lepenac (Brus)
Lepenac (Servisch cyrillisch Лепенац) is een plaats in de Servische gemeente Brus. De plaats telt 932 inwoners (2002).